# كيري إيرنهارد
كيري إيرنهارد (بالإنجليزية: Kerry Earnhardt)‏ هو سائق سباق أمريكي، ولد في 8 ديسمبر 1969 في كانابوليس في الولايات المتحدة.

## وصلات خارجية
- الموقع الرسمي
- كيري إيرنهارد على موقع Racing-Reference.info (الإنجليزية)